# Unquachog

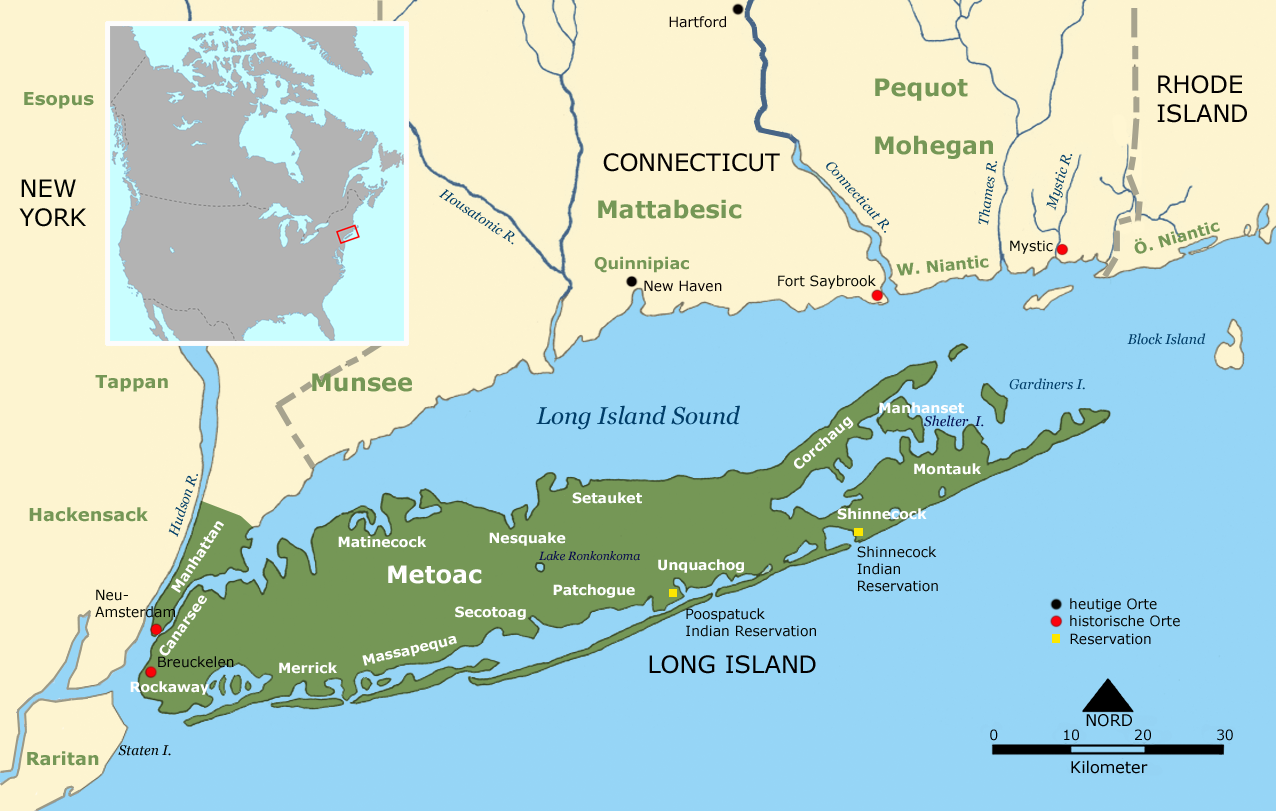
Wohngebiet der Unquachog und benachbarter Stämme um 1600

Die Unquachog oder Unkechaug (‘People from beyond the hill’), manchmal auch Poosepatuck (auch Patchoag, Patchogue - ‘where the waters meet’) sind einer von 14 Algonkin sprechenden Indianerstämmen auf Long Island im US-Bundesstaat New York und lebten zu Beginn des 17. Jahrhunderts im mittleren Bereich der Insel an der Südküste.

## Name und Wohngebiet
Die Unquachog sind eine der am meisten verwechselten Algonkin-Gruppen im südlichen Neuengland. Sie werden vom Bundesstaat New York als Unkechaug Nation anerkannt, während ihre 52 Acres große Reservation im nordöstlichen Teil der Stadt Mastic im Suffolk County nach ihrem Synonym Poosepatuck Indian Reservation genannt wird.
Poosepatuck war ein Ortsname, der zuerst in einer Urkunde als Pospatou auftaucht. Dieses Dokument weist auf im gleichen Gebiet lebende Indianer hin und bezeichnet sie als indianische Eingeborene von Unquachock etc. Varianten dieses Namens sind Vnchechange, Unchachage, Unckachohok, Unquachak, Unkechage und Unquachog. Das US-Department of Commerce verwendet die Schreibweise Poospatuck.
Das Wohngebiet der Unquachog lag an der Südküste Long Islands und erstreckte sich von der Patchogue Bay im Westen bis zur Shinnecock Bay im Osten und etwa bis zur Mitte Long Islands im Norden.
Das Unquachog Village Poosepatuck am Forge River ist das letzte Überbleibsel eines einst 175 Acres großen Gebiets, das Colonel William Smith den Unquachog am 2. Juli 1700 urkundlich übertragen hatte. Der Vertrag teilte das Land derart auf, dass die Unquachog-Siedlungen von Grundstücken weißer Kolonisten umgeben waren und so die Vereinigung der Unquachog bewusst verhinderten. Eine weitere Spaltung verursachte 1741 die Ankunft der presbyterianischen Missionare bei den Unquachog.

## Soziale und kulturelle Beziehungen
Der spätere Präsident Thomas Jefferson zeigte ethnologisches Interesse an den Unquachog, als er Poosepatuck 1791 besuchte, um Unquachog-Wörter zu sammeln und zu übersetzen. Die Unquachog lebten zu Beginn des 17. Jahrhunderts in einem der zahlreichen autonomen Dörfer, miteinander in einer Art Konföderation verbunden, die sich über das gesamte Long Island und südliche Neuengland verteilte. Diese kulturellen, sprachlichen und sozialen Beziehungen verbinden noch heute die Unquachog mit den Montaukett, Shinnecock und Matinecock. Sogar zu den weiter entfernten Stämmen auf dem Festland hatte sie ähnliche Beziehungen, so zu den Mohegan, Pequot, Narraganset und Wampanoag. Das hinderte diese mächtigeren Stämme aber keineswegs daran, von den Long-Island-Stämmen Tributzahlungen zu fordern. Dieser Tribut wurde allgemein in Wampum gezahlt, der zeitweilig zur offiziellen Währung im Osten Nordamerikas erklärt wurde. So kamen regelmäßig ganze Bootsladungen an Wampumschnüren über den Long-Island-Sund nach Norden, denn auf Long Island wurde der beste Wampum hergestellt.

## Geschichte
Von 1718 bis 1935 war die Nähe der 4.400 Acres großen Plantage von William Floyd ein ernstes Hindernis für die Unabhängigkeit der Unquachog. Die Isolation der Halbinsel und der Mangel an anderen Arbeitsplätzen bewirkte, dass die Unquachog entweder für die Floyds oder andere weiße Siedler arbeiten mussten. Vor 1799 arbeiteten manche Unquachog sogar als Sklaven für die reichen Landbesitzer, danach bekamen sie Arbeitsverträge als freie Arbeiter.
Zwischen 1830 und 1945 unterstellten manche nichtindianische Beamte, dass Heiraten mit Afrikanern und Europäern das Ende der Unquachog-Kultur bedeuteten. Folglich bestand die Gefahr, dass die äußere Erscheinung vieler Stammesmitglieder die staatliche Anerkennung verhinderte. Es kam tatsächlich zum Ausschluss der Unquachog von der Abstimmung nach dem Indian Reorganization Act von 1934. Dennoch behielten die Unquachog konsequent ihre indianische Identität und alte religiöse und kulturelle Bräuche wurden wiederentdeckt. In einem Gerichtsurteil von 1936 wurde der Status der Poosepatuck Reservation als eine lebensfähige Indianerreservation des Staates New York bestätigt.

## Heutige Situation
Beim jährlichen Juni-Meeting und beim herbstlichen Mais-Fest kann man Rituale und Zeremonien der Unquachog beobachten. Das Juni-Meeting wird auch das Fest der Mondblumen oder das Fest des Erdbeermondes genannt und findet am zweiten Wochenende im Juni auf der Poosepatuck-Reservation statt. Hier kann man christliche und indianische Riten sehen, dazu gibt es traditionelles Essen, dessen Zutaten in der Reservation erzeugt werden. Blumen in den heiligen Farben der Unquachog, das sind Purpur, Weiß, Rot, Grün und Schwarz, werden gezeigt. Das herbstliche Mais-Fest enthält Powwow-Tänze, Namensgebungs-Zeremonien und die Ernennung der Stammesbeamten.
In der Poosepatuck-Reservation leben zurzeit fünf Kern-Familien mit ungefähr 250 Personen. Der Stamm wird von einem Häuptling, mehreren Verwaltungsbeamten und einem Stammesrat verwaltet, denen ein nomineller Häuptling vorsteht. Dieser leitet auch die Versammlungen des Stammesrats und die Zeremonien.